# 絵のような風景
組曲『絵のような風景』（えのようなふうけい、仏：Scènes pittoresques）はジュール・マスネが1873年に作曲した管弦楽用組曲。演奏時間は約16分。

## 概要
マスネは演奏会用の管弦楽組曲を全部で7曲作曲したが、第1作目の『組曲第1番』を除く全てに「-の風景」という副題を添えている。『絵のような風景』は組曲第4番に当たり、組曲第7番『アルザスの風景』とともにしばしば演奏会で取り上げられる。作曲は家族とともに過ごしたフォンテーヌブローの森の中の邸宅で進められ、完成した作品は友人の作曲家であるエミール・パラディールに捧げられた。

## 初演
1874年3月22日、パリ、シャトレ座にてエドゥアール・コロンヌ指揮コンセール・コロンヌにより初演。

## 編成
フルート2（うち1はピッコロ持ち替え）、オーボエ2、クラリネット2、ファゴット2、ホルン4、トランペット4、トロンボーン3、ティンパニ、スネアドラム、バスドラム、シンバル、トライアングル、弦五部

## 構成
以下の4曲からなる。
行進曲（Marche） Allegro moderate
行進曲ではあるが、愛らしい性格の曲。
舞踏曲（Air de ballet） Allegretto scherzando
三部形式。弦を主体とした三拍子の舞曲。
お告げの鐘（Angélus, Angelus） Andante sostenuto
歌謡形式。ホルンによる鐘の描写が見事な緩徐楽章。
ジプシーの祭（Fête Bohème） Allegro moderate
ファンファーレが鳴り響き、にぎやかな祭の情景が描写される。